# داریوش گودرزی کیا
داریوش گودرزی کیا (زادهٔ ۲۵ بهمن ۱۳۲۲) یک عکاس جنگ اهل ایران بود که با نام کریم نیز شناخته می‌شد. داریوش به عنوان اولین عکاس کشته شده در جنگ ایران و عراق در سال ۱۳۶۳ شناخته می‌شود.

## زندگی‌نامه
گودرزی کیا در روستای اناج از توابع شهرستان خنداب که در استان اراک قرار دارد، دیده به جهان گشود. وی در سال ۱۳۵۵ به استخدام خبرگزاری جمهوری اسلامی (ایرنا) درآمد و به عنوان عکاس این خبرگزاری مشغول به کار شد. پس از آغاز جنگ ایران و عراق او از سال ۱۳۶۰ عکاسی در جبهه‌های جنگ را آغاز کرد. او پس از مدتی عضو گروه تلویزیون جهاد سازندگی شد.
داریوش گودرزی‌کیا در سال ۱۳۶۳ در جبهه‌های جنگ ایران و عراق در منطقه عملیاتی میمک به دلیل اصابت ترکش کشته شد و به عنوان «نخستین عکاس کشته شده جنگ ایران و عراق» شناخته می‌شود.

## جوایز و افتخارات
داریوش گودرزی‌کیا برای خدمات خود در جبهه‌های جنگ برنده لوح دست خط زرین خمینی، دیپلم افتخار و سکه یادبود، به عنوان برگزیده بخش عکاسی از مجتمع هنر و ادبیات دفاع مقدس در سال ۱۳۶۷ است.

## در رسانه
- مستند "یکی بود یکی نبود…" به کارگردانی و تهیه‌کنندگی رضا مهرانفر دربارهٔ زندگینامه داریوش گودرزی‌کیا ساخته شده است.[۱۵]